# عندما تختفي القطط من العالم
اذا اختفت القطط من العالم (باليابانية: 世界から猫が消えたなら) هو فيلم درامي ياباني من إخراج اكيرا ناغاي، بطولة تاكيرو ساتو وأوي ميازاكي، الفيلم مستوحى من رواية اذا اختفت القطط من العالم للكاتب غينكي كاوامورا، تم إصداره في اليابان من قبل توهو في 14 مايو 2016.

## القصة
شاب بدون اسم، يعيش بمفرده ويعمل كساعي بريد، تم تشخيصه بإصابته بسرطان الدماغ. بينما ييأس ويتساءل من سيفتقده عندما يموت، يعود إلى المنزل ليجد شبيهًا لنفسه، يدّعي أنه الشيطان. يخبر "الشيطان" الرجل بأنه إذا وافق على أن نوعًا واحدًا من الأشياء التي يختارها الشيطان ، سيتم إزالته من العالم (كما لو أنها لم تكن موجودة أبدًا)، وبذلك يمكن للرجل أن يعيش يوم اخر بدلاً من الموت اليوم التالي، العناصر تتم ازالتها من قبل الشيطان نهاية ذلك اليوم، مما يمنح الرجل يومًا أخيرًا ظاهريًا للاستمتاع بها قبل أن تختفي من العالم. تستمر القصة عبر أيام متتالية مع إزالة أشياء جديدة كل يوم: أولاً الهواتف، ثم الأفلام، والساعات، وأخيراً القطط. تركز القصة على الطريقة التي يختلف بها العالم بالنسبة للرجل وخلفيته الدرامية دون العناصر التي تمت ازالتها. كل عنصر من العناصر يلعب دور مهم إلى حد ما بالنسبه لعلاقاته مع اصدقائه و عائلته منهم : صديقة سابقة، وصديق مقرب كان يعرف كيفية التفاعل مع الآخرين من خلال مشاركة الأفلام فقط، وأحد المعارف الذين التقى بهم في بوينس آيرس، والأهم من ذلك، والدته، الأم التي ورث قطتها. تُروى القصة في الحاضر وفي سلسلة من ذكريات الماضي، ويتوصل المشاهد إلى فهم أفضل لعلاقات الشاب مع العائلة والأصدقاء، وألم الموت وجماله.

## الممثلون
- تاكيرو ساتو [2]
- أوي ميازاكي [2]
- غاكو هامادا [2]
- ايتا اوكونو [2]
- آنا إيشي [2]
- ايجي أوكودا [2]
- ميوكو هارادا [2]

## الاستقبال
في عطلة نهاية الأسبوع الافتتاحية في شباك التذاكر الياباني، احتل الفيلم المركز الثالث، مع قبول 141 691 وإجمالي 184.7 مليون ين. في عطلة نهاية الأسبوع الثانية، احتلت المركز الثالث مرة أخرى من خلال القبول، مع 104،440، واحتلت المركز الثاني بإجمالي 141.4 مليون ين.

## أنظر أيضا
تقترح كلمات «Fantasou Apla» للفنانة اليونانية Despina Vandi أيضًا تخيل عالم تختفي فيه فئة من العناصر واحدة تلو الأخرى، وتركز على كيفية اختلاف العالم في كل مرة، كوسيلة للكشف عن أهمية تلاشي العلاقة .

## روابط خارجية
- إذا اختفت القطط من العالم على موقع IMDb (الإنجليزية)
- إذا اختفت القطط من العالم على موقع روتن توميتوز (الإنجليزية)
- إذا اختفت القطط من العالم على موقع أول موفي (الإنجليزية)
- إذا اختفت القطط من العالم على موقع فيلمافينيتي (الإسبانية)
- إذا اختفت القطط من العالم على موقع قاعدة بيانات الفيلم (الإنجليزية)
- إذا اختفت القطط من العالم على موقع ليتربوكسد (الإنجليزية)
- إذا اختفت القطط من العالم على موقع كينوبويسك (الروسية)